# Littaea
Littaea é um género botânico pertencente à família agavaceae.
1. ↑  «Littaea — World Flora Online». www.worldfloraonline.org. Consultado em 19 de agosto de 2020